# Wei (eiland)
Wei (ook wel het Jacquinoteiland) is een vulkanisch eiland in de provincie East Sepik in Papoea-Nieuw-Guinea. Het is 9 km² groot en het hoogste punt is 160 meter. Hoewel het eiland al in 1545 werd ontdekt door de Spaanse kapitein Ortiz de Retes, werd het vergeten en in 1616 door de Nederlanders Willem Schouten en Jacob le Maire herontdekt. Wei behoort tot de eilandengroep die ook wel de Le Maire-eilanden (ter onderscheiding van de Schouteneilanden) wordt genoemd.
De enige zoogdieren die er voorkomen zijn de buideldieren kortstaartbuideldas (Echymipera kalubu) en suikereekhoorn (Petaurus breviceps).